# 時雨蛤

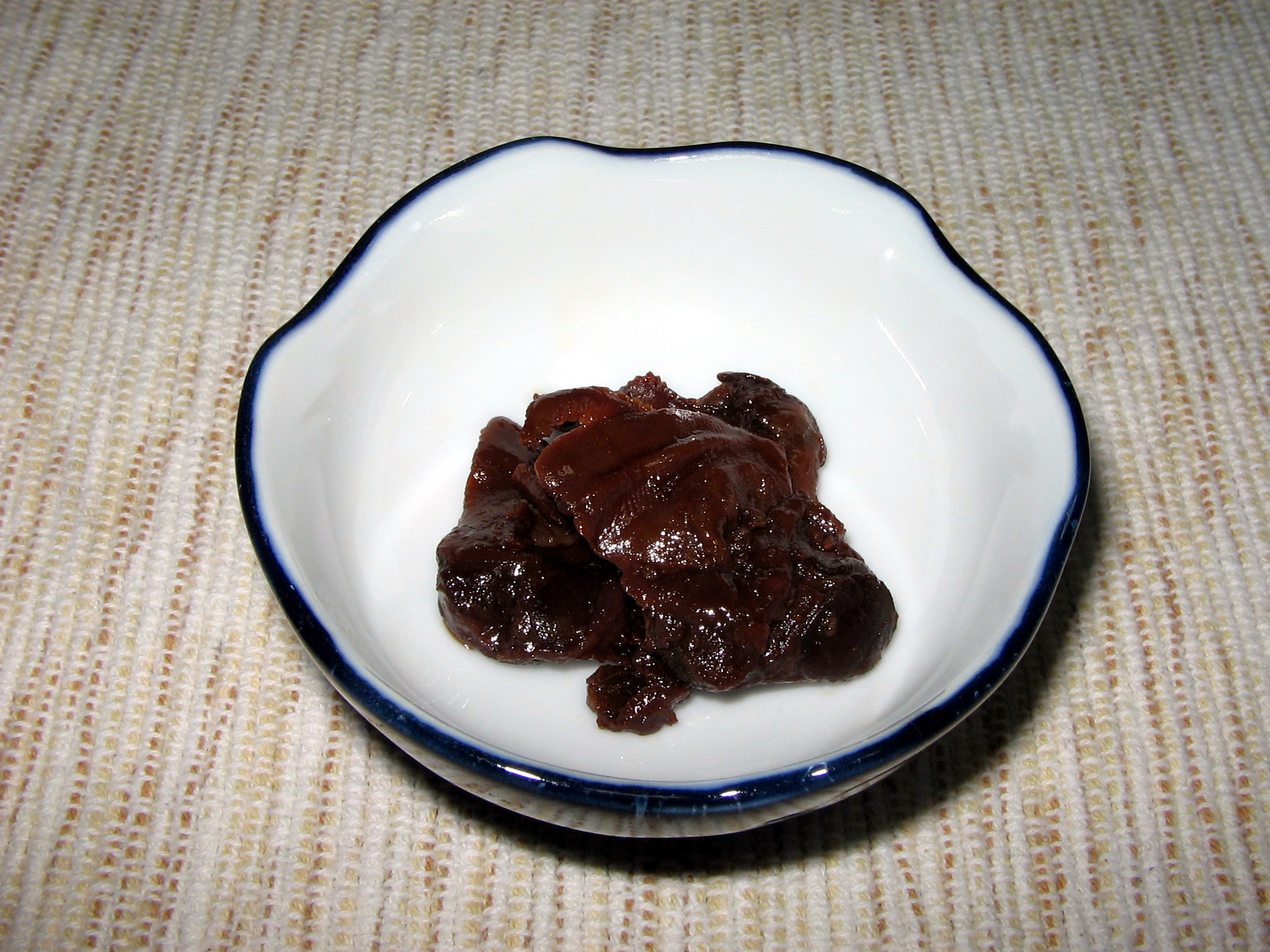
時雨蛤

時雨蛤（しぐれはまぐり）は、むき身にした蛤の佃煮の一種。蛤の時雨煮。「志ぐれ蛤」と表記されることもある。三重県桑名市の名産とされる。

## 概要
時雨蛤はボイルした蛤のむき身を、生引溜（きびきたまり）を沸騰させたハソリ（大鍋）に入れ、「浮かし煮」と呼ばれる独特な方法で煮て作られる。その際、風味付けに刻んだ生姜を加える。
もとは「煮蛤（にはまぐり）」と呼ばれたが、松尾芭蕉の高弟、各務支考が「時雨蛤」と名付けたと言われている。蛤業者の初代・貝屋新左衛門が、近くに住む俳人の佐々部岱山（ささべたいざん）に煮蛤の命名を依頼したが、佐々部から相談を受けた師匠の各務支考が、10月の時雨の降り始める頃から煮蛤が製造されるため、時雨蛤と命名したとされる。

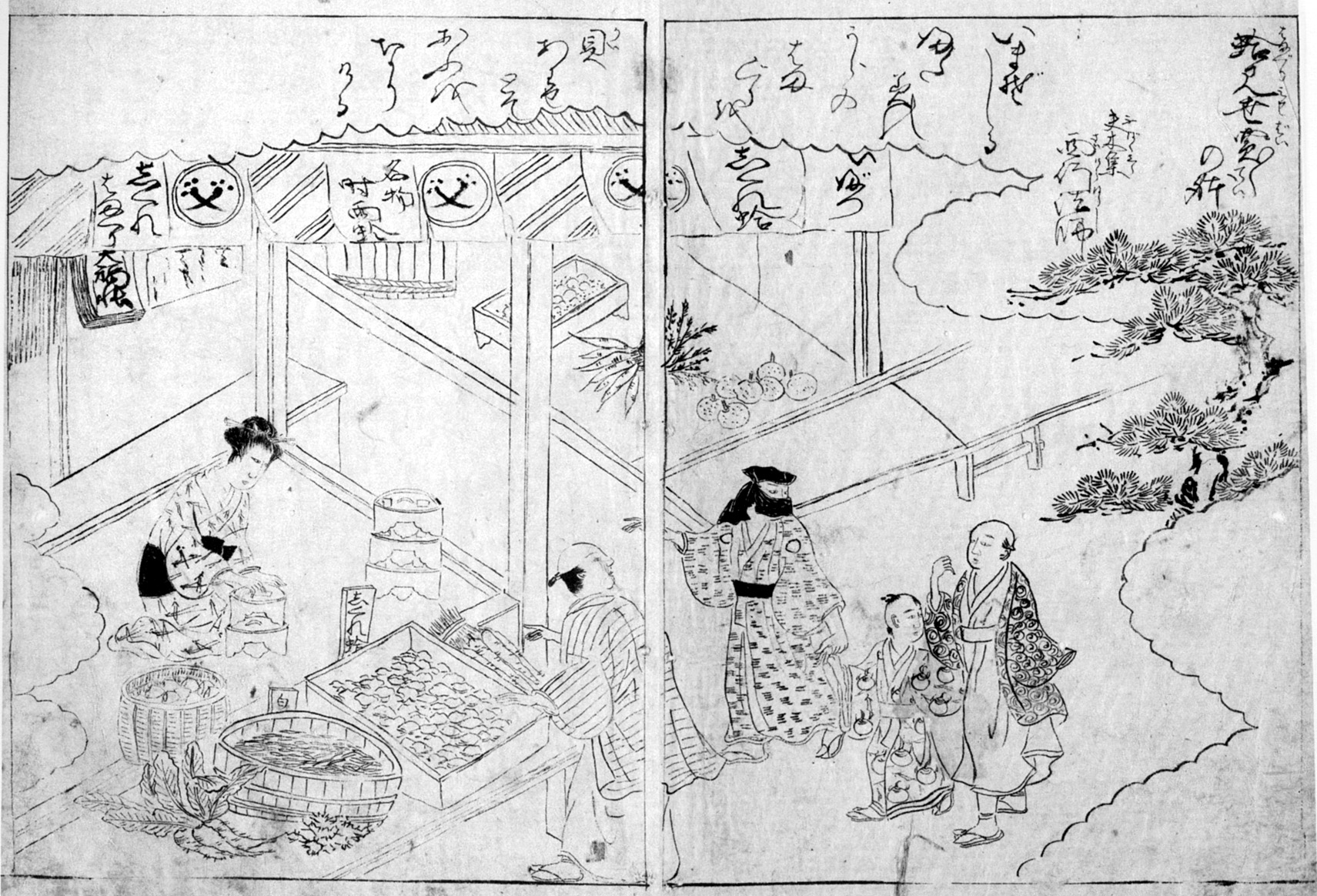
江戸時代の時雨蛤販売店の様子

時雨蛤の発祥は揖斐川河口の赤須賀漁港（桑名市）近辺で、江戸時代の元禄年間（1690年頃）から製造されるようになった。時雨蛤にすることで蛤の風味とともに保存性が高まり、土産物として全国的に高い人気を誇った。日本各地の名産の製造方法等を調査した『日本山海名産図会』（1799年刊）や、諸国の名物珍味を紹介した料理書『料理山海郷』（1749年刊）に桑名の名産として時雨蛤が紹介されている。

## 民謡
桑名の殿様の中で、『桑名の殿さん、時雨で茶々漬け～』と唄われている。

## 製造業者
現在桑名市には貝新を名乗る製造業者4社（貝新新左衛門・新之助貝新・貝新物産・貝新フーズ）の他に、貝藤・貝増・貝繁・貝順・伊勢志ぐれ・瑞宝しぐれ等の製造業者があり、東海や関西の百貨店やスーパーに出店している。
四日市市には、喜多八時雨本舗・貝義本舗・村上時雨店・貝増支店・貝新商店がある。
また、貝新商店は2015年1月に名古屋市中区錦に『天然はまぐりしゃぶしゃぶ・貝新商店』を出店している。
三重郡川越町には、貝勢共栄食品がある。
また桑名から東京へ進出して、現在では東京に本店がある製造業者（銀座新之助貝新・日本橋貝新）もある。
そのまま食べる事もあるが、ご飯の上に時雨蛤を乗せ、出汁で煮出した番茶を掛けて食べる料理が、桑名の俗謡「桑名の殿さん」にも謳われている茶々漬けであろうと言われ、人気の調理法である。

## 備考
時雨蛤を生産している業者は同じ製法により、あさり時雨、しじみ時雨も生産している。また白魚紅梅煮も桑名名物として有名である。

## 関連リンク
【桑名市】
- 総本家貝新　新左衛門
- 総本家　新之助貝新
- 貝新物産
- 貝新フーズ
- 伊勢志ぐれ
- 瑞宝しぐれ
- 貝増
- 貝藤

【四日市市】
- 貝新商店
- 喜多八時雨本舗
- 貝義本舗

【川越町】
- 貝勢　共栄食品

【東京都中央区】
- 銀座　新之助貝新
- 日本橋　貝新